# Ferula linkii
Ferula linkii là một loài thực vật có hoa trong họ Hoa tán. Loài này được Webb & Berthel. mô tả khoa học đầu tiên năm 1843.

## Hình ảnh

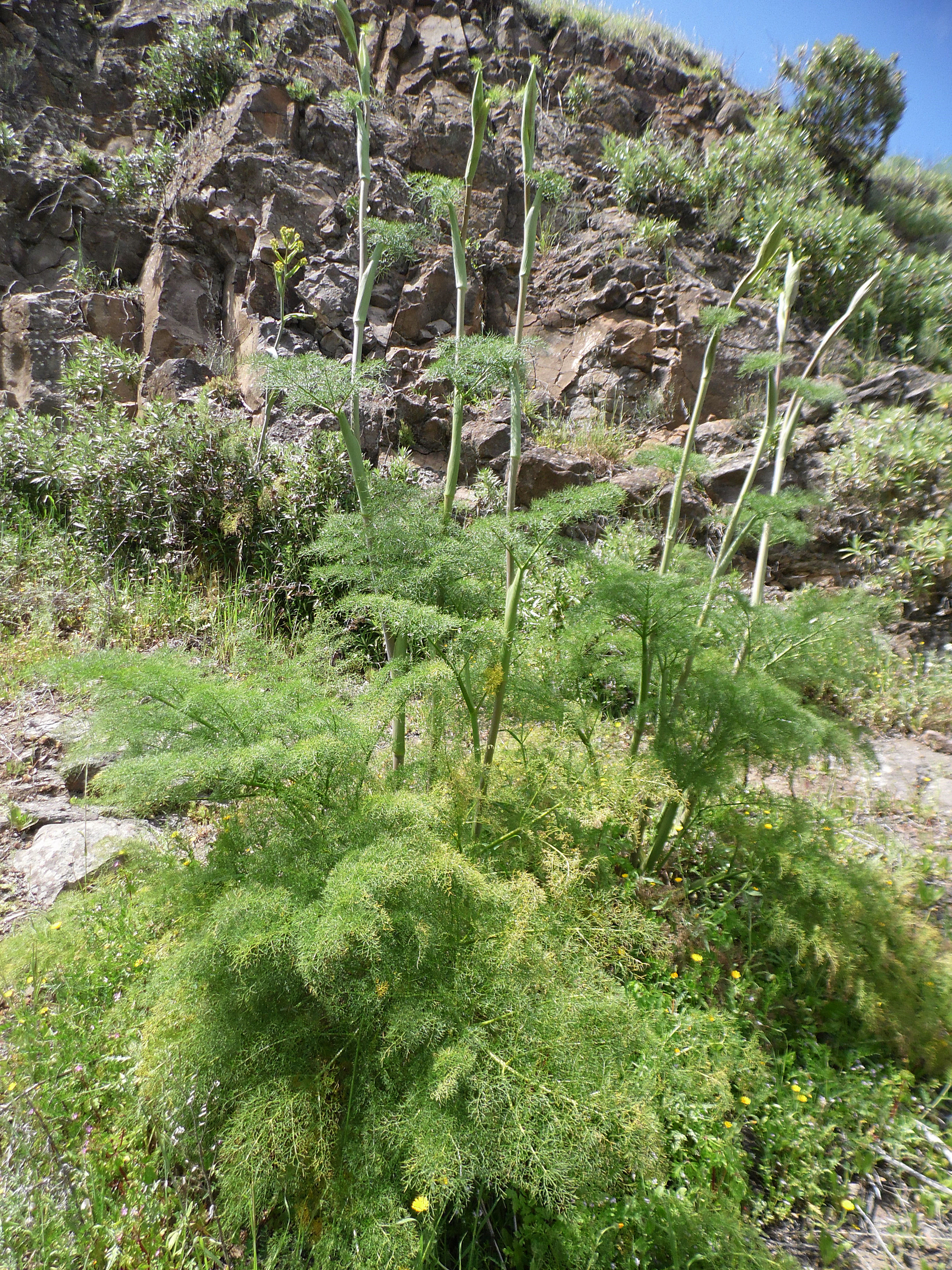
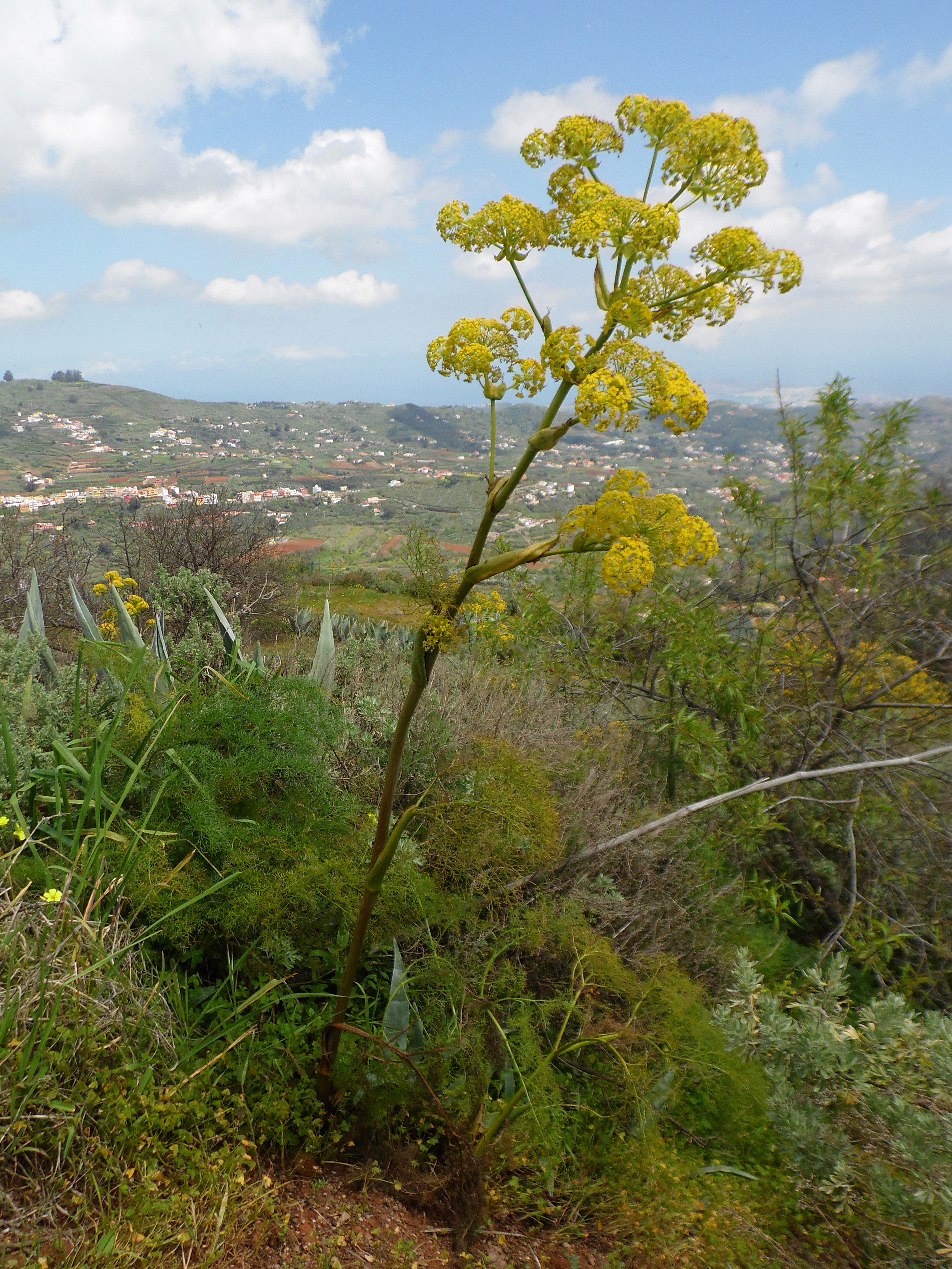